# Ruina montium

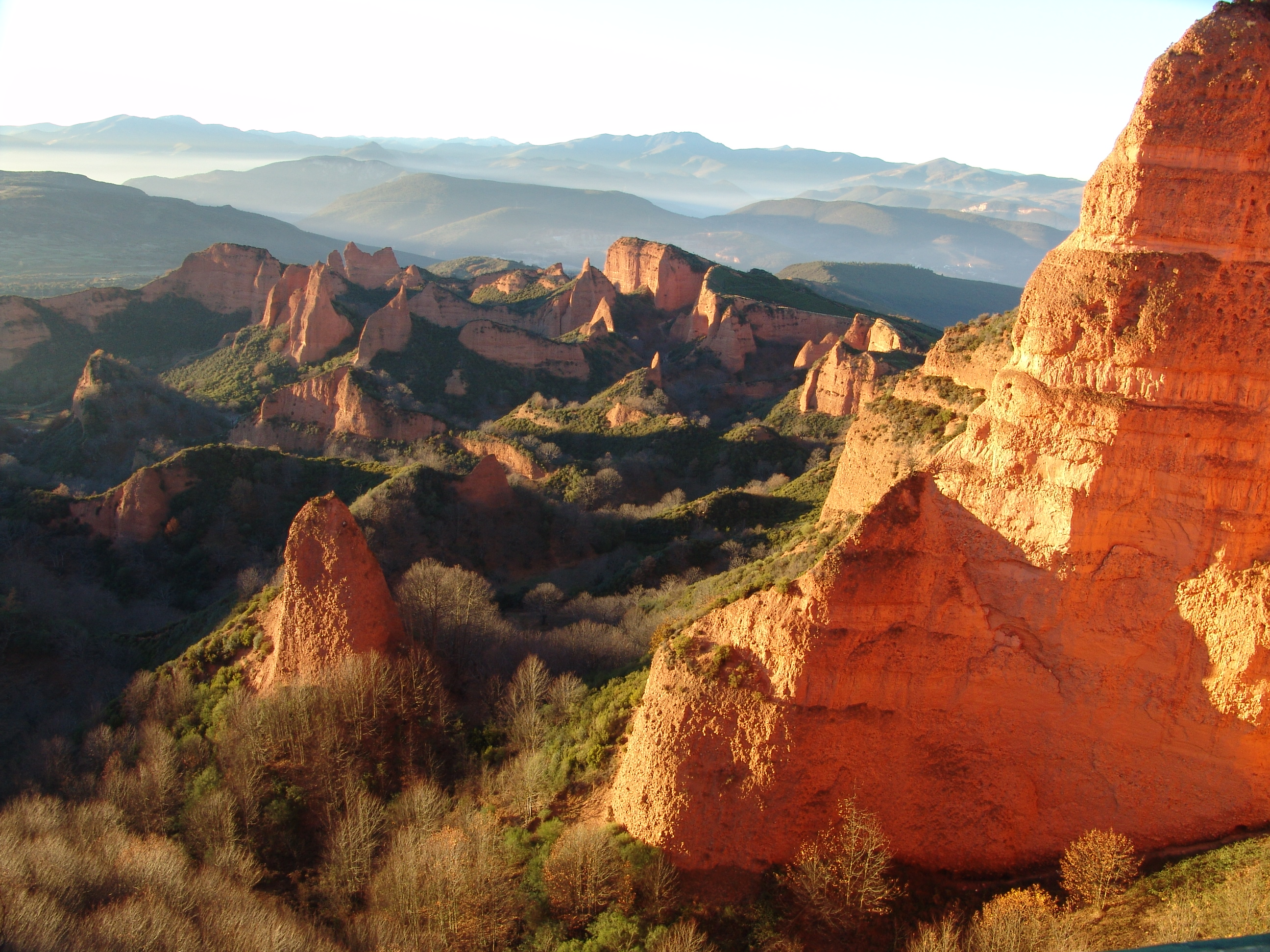
A paisagem de Las Médulas é o resultado de ruina montium.

Ruina montium era uma técnica de mineração da Roma Antiga que consistia em escavar cavidades estreitas numa montanha, que eram depois enchidas com água de modo a criar pressão suficiente para fragmentar grandes pedaços de rocha.